# Sérgio Zambiasi
Sérgio Pedro Zambiasi GOMM (Encantado, 9 de setembro de 1949) é um radialista e político brasileiro filiado ao Partido Renovação Democrática (PRD). Foi senador pelo Rio Grande do Sul, além de deputado estadual por quatro mandatos.
Começou na Rádio Farroupilha AM, onde atuou até 2006, quando afastou-se para se dedicar exclusivamente à carreira política. Retornou em 2011, após o fim de seu mandato no Senado Federal, à Rádio Farroupilha.
Desde 2 de novembro de 2015, atua na Rádio Caiçara, comandando o programa Show da Manhã.

## Trajetória política
Zambiasi foi eleito por quatro vezes seguidas deputado estadual, e por dois anos presidiu a Assembleia Legislativa do Rio Grande do Sul. Foi o candidato mais votado em todos os pleitos [carece de fontes?], em 1986, obteve a maior votação em toda a história do parlamento gaúcho, 365.381 votos, sendo reeleito em 1990, 1994 e em 1998.
Filiado ao Partido Trabalhista Brasileiro (PTB), elegeu-se senador pelo Rio Grande do Sul em 2002. Admitido à Ordem do Mérito Militar em 1999 como Comendador especial pelo presidente Fernando Henrique Cardoso, foi promovido ao grau de Grande-Oficial em 2003 pelo presidente Luiz Inácio Lula da Silva. Concluiu o mandato no começo de 2011. 